# República Socialista Soviética Autônoma do Turquestão
```
   |-
       | 
Erro:
:  
valor não especificado para "
continente
"
```

A República Socialista Soviética Autônoma do Turquestão (português brasileiro) ou República Socialista Soviética Autónoma do Turquestão (português europeu) (30 de abril de 1918 — 27 de outubro de 1924) foi criada a partir do Turquestão do Império Russo. Sua capital foi Tashkent e teve população total de cerca de cinco milhões de pessoas.
Em 1924 foi dividida entre a República Socialista Soviética Autônoma Tajique, República Socialista Soviética Turcomena, República Socialista Soviética Uzbeque, Oblast Autônomo Kara-Kirghiz (atual Quirguistão) e o Oblast Autônomo Caracalpaque (atual Caracalpaquistão).